# Massaker in Indonesien 1965–1966
Die Massaker in Indonesien 1965–1966 betrafen Mitglieder und Sympathisanten der Kommunistischen Partei Indonesiens (PKI) sowie chinesischstämmige Bürger. Täter waren Teile der indonesischen Armee und eigens dafür gebildete Milizen unter dem Kommando des Generals und späteren Präsidenten Suharto.
Das systematische Massenmorden begann im Oktober 1965, je nach Schätzung fielen ihm 500.000 bis 3 Millionen Menschen zum Opfer, wobei Schätzungen von 2 oder 3 Millionen allgemein als zu hoch angesehen werden und man eher von um 500.000 ausgeht. Die Vernichtung der PKI folgte auf einen angeblichen Putschversuch der so genannten Bewegung 30. September mehrere Wochen zuvor, am 1. Oktober 1965. Hierfür wurde die kommunistische Partei in einer medialen Kampagne verantwortlich gemacht und zum Hauptfeind der Nation stilisiert. Eine große Zahl an Zivilisten beteiligte sich an dem Morden. Das Militär stellte für die Vernichtung der Kommunisten eigens paramilitärisch organisierte Todesschwadronen aus den Mitgliedern anderer politischer und auch religiöser Bewegungen zusammen.
Eine wesentliche Rolle für den systematischen Massenmord gegen das linke Spektrum Indonesiens spielte die globale Polarisierung und Einflussnahme der Konfliktparteien des Kalten Krieges auf das indonesische Militär, vor allem seitens der US-amerikanischen CIA.

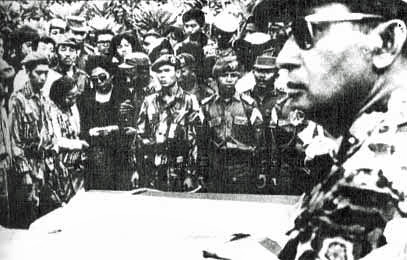
General Suharto bei der Beerdigung der Generäle, die bei dem Putschversuch ums Leben gekommen waren, der dem Massaker vorausging.

Heute gilt als gesichert, dass die Putsch-Beschuldigungen gegen die PKI falsch waren; die tatsächlichen Verantwortlichkeiten sind jedoch ungeklärt. Bis heute gab es weder eine strafrechtliche Aufarbeitung der Vorgänge noch unabhängige staatliche Untersuchungen. Vielmehr werden die Vorgänge in der offiziellen indonesischen Geschichtsschreibung als heroische Taten angesehen, die dem Schutz des Landes vor dem Kommunismus dienten. Dementsprechend rühmen sich damals an dem Morden Beteiligte teilweise bis in die Gegenwart mit ihren Taten, während damals zu Unrecht beschuldigte und verfolgte Menschen bis heute das Stigma des ehemaligen „politischen Gefangenen“ tragen, etwa durch einen Stempel im Ausweis. Sie werden im Alltagsleben auf verschiedenste Weise benachteiligt und diskriminiert.
Nach der weitgehenden Vernichtung der Kommunistischen Partei begann 1966 die Diktatur von General Suharto, der den Staatsgründer Sukarno ablöste und bis 1998 regierte. Die Version der Alleinschuld der PKI an dem Putsch sowie der Massenmord als „Rettung des Vaterlands“ bildeten eine Art Gründungsmythos für das Regime Suhartos und dessen Staatsideologie der „Neuen Ordnung“ (Orde Baru). Daher war bis 1998 jegliche Kritik an der offiziellen Version der Ereignisse verboten.

## Geschichte
Anlass war ein Putschversuch einer bis dahin unbekannten „Bewegung 30. September“ innerhalb der indonesischen Armee, bei dem sechs führende Generäle ermordet wurden. Dieser Putschversuch wurde der PKI angelastet, der damals mit 3,5 Millionen Mitgliedern drittstärksten kommunistischen Partei der Welt. Kurz darauf begannen Armee und paramilitärische Einheiten das Pogrom, das sie selbst „Musim Parang“ (Saison der Hackmesser) nannten. Das Militär wandte sich nach Aktionen in Jakarta zunächst nach Zentral-Java (von wo Teile der Putschisten stammten), wo zur Unterstützung lokal als antikommunistisch eingestufte Zivilisten, teilweise aus islamischen Organisationen, vom Militär eingespannt wurden. Dabei wurden auch persönliche Fehden beglichen, und lokale Spannungen zwischen Bevölkerungsgruppen entluden sich. Die größte Gewaltwelle klang Ende 1965 aus, in weiter entfernt liegenden Regionen setzte sie sich aber fort, zum Beispiel auf Lombok Anfang 1966 und in West-Kalimantan im Oktober/November 1967 und zum Beispiel im Osten Javas bis 1968.
Es gab keinen nennenswerten Widerstand der Opfer oder der Kommunistischen Partei.
Die überlebenden Mitglieder der Partei und deren Sympathisanten kamen in Gefängnisse oder Konzentrationslager und mussten Zwangsarbeit leisten. Nach ihrer Entlassung wurden sie mit den Buchstaben „ET“ (Ex-Tapol, Ex-politischer Gefangener) im Pass stigmatisiert und mit Verweigerung von Bürgerrechten und Berufsverboten diskriminiert.
Zwar wurden während der chaotischen Phase der Tötungen auch einige „private Rechnungen“ beglichen, nach Geoffrey Robinson sei es jedoch ein Mythos, dass solche und ethnische Gründe (Chinesischstämmige) eine größere Rolle spielten. Demgegenüber stellt Jess Melvin, die die Vorgänge erstmals anhand historischer Dokumente der Armee am Beispiel der Provinz Aceh untersuchen konnte (Indonesian genocide files), fest: “These documents provide the first documentary evidence that systematic race-based killings did occur in Aceh during the genocide.” Zwar seien die Opfer in erster Linie wegen ihrer angeblichen Nähe zur PKI ermordet worden, aber: “This does not mean that race was absent as a motivating factor behind the violence. Moreover, evidence uncovered during my fieldwork suggests that from April 1966 ethnic Chinese in Aceh were targeted as a group.”
Die weit überwiegende Zahl der Opfer stand direkt oder indirekt mit der kommunistischen Partei in Verbindung, auch wenn die Mehrzahl der Opfer keine prominente Rolle in den Parteien spielte und aus ärmeren Schichten und der unteren Mittelschicht stammten. Die Ermordungen geschahen überwiegend auch nicht mit modernen Waffen, sondern mit Messern, Macheten, Bambusspeeren und anderen Alltagsgegenständen. Mit wenigen Ausnahmen waren die Morde aber nicht zufällig oder spontan, sondern wiesen einen hohen Organisationsgrad auf z. B. bei der Auswahl der Opfer, der eigentlichen Tötung und der Beseitigung der Leichen. Die zugehörigen Listen stammten insbesondere von antikommunistischen Organisationen, Verhören durch die indonesische Armee und von ausländischen Botschaften und Nachrichtendiensten, vor allem der CIA.
Die Opfer wurden häufig nachts abgeholt und gefesselt und mit verbundenen Augen auf Lastern zu den Hinrichtungsstätten gebracht, wo große Gruben ausgehoben waren, Flussläufe oder Schluchtenränder waren. Dort wurden sie erschossen, erschlagen, mit diversen scharfen Gegenständen zerhackt, erstochen usw.

## Wohlwollende Reaktionen der westlichen Politik und Unterstützung durch die USA
Die Niederschlagung des Putsches und die Ausschaltung der Kommunistischen Partei wurden in den USA und Großbritannien von offizieller Seite begrüßt, obwohl das Ausmaß der Massaker schon damals allgemein bekannt war. Der Staatssekretär (Deputy United States Under Secretary of State) im US-Außenministerium U. Alexis Johnson meinte z. B. 1966: „Die Zurückdrängung der kommunistischen Flut im großen Land Indonesien wird wahrscheinlich neben dem Vietnamkrieg als einer der historisch bedeutendsten Wendepunkte in Asien in diesem Jahrzehnt gewertet werden.“
Laut dem Historiker Bradley Simpson waren die USA seit langem mit der Lage in Indonesien und mit Präsident Sukarno unzufrieden und unterstützten General Suharto in der Hoffnung, dass sich das Militär gegen die im Land starke Kommunistische Partei wenden würde, konnten das aber nicht offen tun. Die US-Regierung war sich nach Simpson auch im Klaren über das Ausmaß und die Natur der Massaker und unterstützte trotzdem weiter in erheblichem Ausmaß das Militär. So wurde eine Liste von tausenden Mitgliedern der Kommunistischen Partei an Indonesien übermittelt, was später als Tat eines Einzelnen dargestellt wurde. Zudem wurden Waffen geliefert. Die verdeckte Unterstützung begann nach freigegebenen offiziellen Dokumenten laut Simpson im Oktober 1965.

## Nachwirken
Die Geschehnisse wurden in der Orde Baru systematisch verklärt und sind innerhalb der indonesischen Gesellschaft nahezu unaufgearbeitet. Die Diskriminierung der Opfer dauert bis heute an. Seit mehreren Jahren kämpfen Opferverbände um Aufklärung, Rehabilitierung und Entschädigung. Ein im Juli 2012 vorgelegter Bericht eines Untersuchungsteams der indonesischen Menschenrechtskommission erkennt an, dass die Gewalttaten auf die Kommandeure der damaligen Sicherheitskräfte zurückgehen.
R. John Hughes, der 1965 für den Christian Science Monitor vor Ort in Indonesien war, erhielt für sein Buch über die Vorgänge 1967 den Pulitzer-Preis für Auslandsberichterstattung.
Der Spielfilm Ein Jahr in der Hölle von Peter Weir (1982) begleitet die Ereignisse von Ende Juni 1965 bis kurz nach dem Putsch. Insgesamt fand das Massaker aber, wie der Guardian-Journalist John Gittings 1999 urteilte, wenig Resonanz in den westlichen Medien und in wissenschaftlichen Untersuchungen.
Die Aussagen der Täter und Opfer verarbeitete Joshua Oppenheimer 2012 und 2014 zu den Dokumentarfilmen The Act of Killing und The Look of Silence. Beide Filme wurden mehrfach und international ausgezeichnet.
In der Netflix-Serie Gadis Kretek werden die Massaker und auch das Schweigen darüber thematisiert.